# Sidi Khouiled
Sidi Khouiled è un comune dell'Algeria, situato nella provincia di Ouargla.